# Linea Kintetsu Gose
La linea Kintetsu Gose (近鉄御所線?, Kintetsu Gose-sen) è una linea ferroviaria privata secondaria gestita dalle Ferrovie Kintetsu che collega le città giapponesi di Gose e Katsuragi con la linea Minami-Osaka. Dal capolinea di Gose parte un autobus per la funivia del monte Yamato Katsuragi, sempre gestita dalla Kintetsu. Al capolinea c'è anche l'interscambio con la stazione di Gose della linea Wakayama della JR West.

## Operazioni
La linea è a singolo binario e i treni fermano in tutte le stazioni. Giunti alla stazione di Shakudo, molti treni continuano sulla linea Kintetsu Minami-Ōsaka fino alla stazione di Ōsaka-Abenobashii.

### Servizi ferroviari
- L: Locale (普通?, Futsū)
- SE: Semiespresso (準急?, Junkyū)
- EX: Espresso (急行?, Kyūkō)

### Stazioni
| Stazione        | Giapponese      | Distanza interst. | Distanza totale | SE                                                                                  | EX                                                                                  | Collegamenti                                                                        | Binari                                                                              | Posizione                                                                           |
| --------------- | --------------- | ----------------- | --------------- | ----------------------------------------------------------------------------------- | ----------------------------------------------------------------------------------- | ----------------------------------------------------------------------------------- | ----------------------------------------------------------------------------------- | ----------------------------------------------------------------------------------- |
| Servizi diretti | Servizi diretti | Servizi diretti   | Servizi diretti | Via linea Minami-Osaka fino a Furuichi (locali) e a Osaka Abenobashi (semiespressi) | Via linea Minami-Osaka fino a Furuichi (locali) e a Osaka Abenobashi (semiespressi) | Via linea Minami-Osaka fino a Furuichi (locali) e a Osaka Abenobashi (semiespressi) | Via linea Minami-Osaka fino a Furuichi (locali) e a Osaka Abenobashi (semiespressi) | Via linea Minami-Osaka fino a Furuichi (locali) e a Osaka Abenobashi (semiespressi) |
| Shakudo         | 尺土            | -                 | 0.0             | ●                                                                                   | ●                                                                                   | Linea Kintetsu Minami-Ōsaka                                                         | ∨                                                                                   | Katsuragi                                                                           |
| Kintetsu Shinjō | 近鉄新庄        | 2.4               | 2.4             | ●                                                                                   | ●                                                                                   |                                                                                     | ◇                                                                                   | Katsuragi                                                                           |
| Oshimi          | 忍海            | 1.5               | 3.9             | ●                                                                                   | ●                                                                                   |                                                                                     | ｜                                                                                  | Katsuragi                                                                           |
| Kintetsu Gose   | 近鉄御所        | 1.3               | 5.2             | ●                                                                                   | ●                                                                                   | Linea Wakayama (Gose)                                                               | ∧                                                                                   | Gose                                                                                |